# Bruno Siciliano (ingegnere)
Bruno Siciliano (Napoli, 27 ottobre 1959) è un ingegnere e divulgatore scientifico italiano.
Professore ordinario di automatica e robotica all’Università di Napoli Federico II, Presidente del Consiglio Scientifico del Centro ICAROS, Direttore del PRISMA Lab presso il Dipartimento di Ingegneria Elettrica e delle Tecnologie dell’Informazione, è anche Professore onorario all'Università di Óbuda da cui ha ricevuto la cattedra intitolata a Rudolf Kálmán.

## Biografia

### Profilo accademico
Nel 1982 si è laureato in Ingegneria Elettronica all'Università degli Studi di Napoli Federico II dove poi ha conseguito nel 1987 il Dottorato di Ricerca in Ingegneria Elettronica e Informatica. Affascinato dalle letture dei libri di Isaac Asimov sulla fantascienza e la cibernetica, decide di approcciare quelli che all'epoca erano solo gli inizi della robotica in termini di ricerca. Da settembre 1985 a giugno 1986 è stato visiting scholar presso la George W. Woodruff School of Mechanical Engineering del Georgia Institute of Technology dove si è interessato ai problemi di modellistica e controllo dei robot flessibili.
Divenuto Ricercatore di Automatica nel 1989 presso il Dipartimento di Informatica e Sistemistica dell'Università di Napoli e quindi Professore Associato nel 1992, passa al ruolo di Ordinario nel 2000 per il Dipartimento di Ingegneria Elettronica e Informatica dell'Università di Salerno. Dal 2003 è Professore Ordinario di Automatica presso il Dipartimento di Informatica e Sistemistica, diventato poi Dipartimento di Ingegneria Elettrica e delle Tecnologie dell'Informazione.
Dal 2016 è Professore onorario dell’Università di Óbuda (una università tecnica di Budapest) da cui ha ricevuto nel 2019 la cattedra intitolata a Rudolf Emil Kálmán.
Nel 2025, il prof. Bruno Siciliano è stato nominato componente del Comitato Tecnico Scientifico dell'Agenzia per la Cybersicurezza Nazionale (ACN).

### Attività di ricerca
Le sue attività di ricerca riguardano la manipolazione e il controllo di robot, la cooperazione tra robot e umani e la robotica di servizio.
Ha diretto ICAROS, il Centro Interdipartimentale di Ricerca in Chirurgia Robotica che mira a creare sinergie tra la pratica clinica e chirurgica e la ricerca sulle nuove tecnologie per la chirurgia assistita da computer/robot. Dirige PRISMA Lab, il Laboratorio di Progetti di Robotica Industriale e di Servizio, Meccatronica e Automazione conosciuto nella comunità scientifica per i risultati di rilievo nella robotica industriale, cooperativa, aerea, medica, cognitiva e dei servizi e che opera nel Dipartimento di Ingegneria Elettrica e delle Tecnologie dell'Informazione (DIETI) dell’Università di Napoli Federico II. Fa parte del Consiglio di Amministrazione del Consorzio di Ricerca per l'Energia, l'Automazione e le Tecnologie dell'Elettromagnetismo (CREATE) presso il quale è responsabile del programma di ricerca in Robotica e con il quale dal 2013 ha partecipato a diversi progetti europei.
Tra i progetti di ricerca si segnalano EndoTheranostics e RoDyMan finanziati dal Consiglio Europeo della Ricerca rispettivamente con un Synergy Grant e un Advanced Grant.
EndoTheranostics (Robot di eversione multisensore verso la diagnosi e la terapia endoscopica intelligente, 2024–2030). Il progetto mira a rivoluzionare la diagnosi e il trattamento del cancro colorettale. Si basa sull'utilizzo di un robot morbido in grado di esplorare il colon in profondità, raccogliere informazioni tramite sensori avanzati e supportare interventi clinici mirati. Il robot funge anche da canale per il trasporto di strumenti miniaturizzati fino al sito da trattare, facilitando così operazioni combinate di diagnosi e terapia (teranostica).
RoDyMan (Robotic Dynamic Manipulation, 2013–2019)RoDyMan (Robotic Dynamic Manipulation, 2013–2019) un robot in grado di replicare i movimenti del pizzaiolo – in termini di ricerca scientifica, ha rappresentato la sfida di creare un automa capace di manipolare oggetti deformabili, elastici, come può essere l’impasto di acqua e farina. Con RoDyMan ha ottenuto un Advanced Grant, un finanziamento della ricerca di frontiera dal Consiglio Europeo della Ricerca. Siciliano è stato coordinatore di diversi progetti finanziati dalla Commissione Europea: REFILLS (Robotics Enabling Fully-Integrated Logistics Lines for Supermarkets, 2017–2020) un progetto volto alla realizzazione di cobot mobili di assistenza nei supermercati, EuRoC (European Robotics Challenges, 2014–2018) il programma di ricerca più grande in Europa sulle competizioni robotiche che dal 2014 al 2018 ha distribuito un budget di 7 M€ a 15 team challengers  , DEXMART (DEXterous and Autonomous Dual-Arm/Hand Robotic Manipulation with sMART Sensory-Motor Skills: A Bridge from Natural to Artificial Cognition, 2008–2012) uno dei primi progetti europei sulla manipolazione bimanuale. È stato anche co-coordinatore di ECHORD (European Clearing House for Open Robotics Development, 2009–2013), un progetto pilota per il trasferimento tecnologico dai laboratori di ricerca alle PMI. Inoltre, ha ricevuto diversi altri fondi per progetti finanziati da MIUR, CNR, ASI, Regione Campania e altri enti. Fra questi, è responsabile scientifico del progetto ICT for Health (2018–2022) per un programma di sviluppo quinquennale relativo alle tecnologie per la salute finanziato dal MIUR al DIETI nell’ambito del programma nazionale Dipartimenti di Eccellenza MIUR.

## Contributi scientifici

### Pubblicazioni
Oltre alla pubblicazione di centinaia di articoli in riviste scientifiche e atti di convegni, è autore di diversi testi e manuali di robotica.
Nel 2008 con Oussama Khatib della Stanford University ha pubblicato Springer Handbook of Robotics (ISBN 9783540239574) che ha ricevuto il PROSE Award da American Association of Publishers per Excellence in Physical Sciences & Mathematics risultando anche vincitore nella categoria Engineering & Technology. Un testo frutto di un lavoro di coordinamento di oltre 200 ricercatori noti a livello mondiale che coniuga la dimensione manualistica con quella enciclopedica. Nell'edizione del 2016 (ISBN 9783319325521), il libro è stato tra i primi ad avere un supporto multimediale per la visualizzazione dei video citati direttamente dal testo.
Nel 2009 con Lorenzo Sciavicco, Luigi Villani e Giuseppe Oriolo ha pubblicato Robotics, Modelling, Planning and Control (ISBN 9781846286421) testo edito da Springer giunto alla terza edizione e tradotto in cinese (ISBN 9787560557847), greco (ISBN 9789603307488) e italiano (ISBN 9788838663222).

### Divulgazione
“Keep the gradient”   è il motto che Siciliano ha inventato e sta a significare la ricerca costante di nuove idee e nuove soluzioni un inno alla complessità per cogliere sfide e opportunità sempre all’insegna dell'arte del "lavoro e gioco" come recita nel suo TEDx talk del 2016.
Ha tenuto relazioni plenarie per più di 30 convegni internazionali, nonché seminari presso più di 150 istituzioni nel mondo.
È stato Presidente della IEEE Robotics and Automation Society dal 2008 al 2009. Dal 2013 al 2021 ha fatto parte del Consiglio Direttivo di European Robotics Association, l’associazione preposta alla creazione di un partenariato pubblico-privato nel campo della robotica in Europa. Nel 2019 è stato tra i soci fondatori dell’Istituto nazionale per la Robotica e le Macchine Intelligenti (I-RIM) nato per favorire lo sviluppo e l'uso delle tecnologie della robotica e delle macchine intelligenti per migliorare la qualità della vita. Fa parte del Consiglio Direttivo di I-RIM. Dal 2020 è nel Consiglio di International Foundation of Robotics Research  l'associazione preposta alla promozione dell'eccellenza scientifica nella ricerca in robotica. Dal 2020 è IFAC Pavel J. Nowacki Distinguished Lecturer.
È attivo sul fronte MOOC con Robotics Foundations I & II , due corsi associati ai contenuti di un suo libro di testo, disponibili sulla piattaforma di alta formazione online Federica Web Learning e su edX. Inoltre, è tra gli autori di Industria 4.0, un corso sulle tecnologie abilitanti alla base del nuovo paradigma 4.0. e Pizza Revolution per le ricerche e studi sulla robotica applicata all'arte di fare la pizza.

## Riconoscimenti
Tra i riconoscimenti internazionali, oltre alla cattedra onoraria a Budapest e al PROSE Award succitati, si segnalano l'IEEE RAS Pioneer in Robotics and Automation Award "for fundamental contributions to robotics research in the areas of manipulation and control, human–robot cooperation, and service robotics" (2024), l'Engelberger Award for Education "for contributing to the advancement of the Science of Robotics in the Service of Mankind" (2022), l’IEEE RAS George Saridis Leadership Award in Robotics and Automation "for his outstanding leadership in the robotics and automation community as a research innovator, an inspired educator, a dedicated contributor of professional service, an ambassador of science and technology" (2015), l’IEEE RAS Distinguished Service Award "for outstanding leadership and commitment in promoting robotics and automation and RAS as the number one Society in the field " (2010). Tra quelli nazionali, il Premio Guido Dorso per la sezione Università (2015) e il Premio IPE Alumni (2008).